# アジアにおける冷戦

ソビエト連邦
ワルシャワ条約機構加盟国・ソ連の共産主義同盟国
非同盟の共産主義国
ソ連の非共産主義同盟国
アメリカの資本主義同盟国
非同盟の資本主義国灰色非同盟中立国

アジアにおける冷戦（アジアにおけるれいせん）では、アジア地域における東西冷戦期の状況について概説する。アジアは1940年代半ばから1991年まで、外交や戦争の大部分を占めていた世界規模の冷戦の主要な舞台であった。主な舞台は、アメリカ合衆国、ソビエト連邦、中国、台湾（中華民国）、北朝鮮、韓国、南北ベトナム、カンボジア、タイ、インドネシア、マレーシア、インド、パキスタン、アフガニスタンである。他国も巻き込まれたが、中東は直接関係しない国が多い。1950年代後半になると、中国とソ連が対立するようになり、両者は世界各地、特にアジアにおいて共産主義運動の支配権を巡って争うようになった。

## 中国

### アメリカ合衆国との関係

#### 米国から見た中国のイメージ
アメリカのジャーナリスト、ハロルド・アイザックスは1955年、『我々の心の傷: アメリカ人の中国とインドに対するイメージ』を発表した。アイザックスは、米国で出版されたアジアに関する一般書籍、学術的文献を整理し、多くの米国人専門家にインタビューすることにより、米国の中国に対する姿勢を6段階に分類した。すなわち、「尊敬」（18世紀）、「軽蔑」（1840-1905年）、「博愛」（1905-1937年）、「賞賛」（1937-1944年）、「幻滅」（1944-1949年）、「敵対」（1949年以降）である。1990年には、歴史家のジョナサン・スペンスがこれを更新し、「好奇心の再燃」（1970-1974年）、「新たな懐疑心」（1980年代）を加えた。
政治学者のピーター・ルドルフは、2020年時点のアメリカ人は中国に対し、東アジアの覇権を狙う既成秩序に対する脅威であり、将来的には世界の覇権をも狙う存在とみている、としている。中国政府はこうした見方を否定しながらも、独断的な政策と同盟国の探求を続けている。

#### 朝鮮戦争 (1950年–1953年)
朝鮮戦争は、1950年6月末、共産主義国である北朝鮮が、アメリカの保護下にあった韓国に侵攻したことから始まった。トルーマン大統領は議会を通さず、直接ダグラス・マッカーサー元帥に対し、米軍の総力を挙げて侵攻に対抗するよう命じた。トルーマンはその後、ソ連がボイコットしていた国連からも承認を得ている。国連軍は、北朝鮮が補給システムを使い果たしたことで、韓国での足場を固めることに成功した。マッカーサーによる仁川上陸作戦での反撃で侵攻軍を壊滅させ、国連軍は北朝鮮の大部分を占領し、中国との北側の国境である鴨緑江を目指した。トルーマン大統領は、朝鮮半島を統一することを目標とし、国連もこれに同意した。国連軍は、北朝鮮の侵攻軍を決定的に打ち負かす勢いであった。
しかし1950年10月、中国が突如として介入し、国連軍を韓国側まで追い詰めた。毛沢東は、国連軍の侵攻を脅威に感じていた。中国軍は技術的にははるかに劣っていたが、人数は非常に多く、鴨緑江を超えたところに駐留していた。結局戦闘は、南北を分断していた北緯38度線付近で落ち着いた。国連軍・米軍の司令官であるマッカーサーは、韓国を統一するため反撃を続けようとしたが、トルーマンは方針転換し、北朝鮮の存続、封じ込め政策に舵を切った。1951年4月、トルーマンはマッカーサーを解任し、アメリカの極東における冷戦政策に激しい議論が巻き起こった。トルーマンは、米兵に3万7千人に及ぶ死者と10万人以上の負傷者を出した犠牲の大きさと、膠着状態となった結果の責任を負うかたちとなった。和平交渉は、共産主義への回帰を望まない捕虜の送還を巡って泥沼化したが、後任のアイゼンハワー大統領が核兵器を使う可能性を示唆したことで行き詰まりの打破、休戦協定の締結に至った。それ以降、米国は韓国に大規模な軍を抑止として駐留させている。

### ソ連との対立
中国政府は、宇宙開発競争におけるソ連の成功、すなわちソ連独自のスプートニク計画が、共産主義がハイテク分野でアメリカに追いついたことを実証しているとして非常に喜んだ。毛沢東は、ソ連が軍事的優位に立ち、西側に対抗すべきだと考えていたが、フルシチョフは宇宙の軍事分野でアメリカが先行して敵わないことを知っていた。このような両者の考え方の相違は、1950年の中ソ同盟を一気に形骸化させ、社会主義陣営の結束を崩し、世界のパワーバランスにも影響を及ぼすこととなった。分裂は、フルシチョフのスターリン批判が引き金となり、これはスターリンを尊敬していた毛沢東を怒らせることとなった。モスクワと北京は世界的なライバルと化し、世界中の共産党勢力の多くが親ソ連派か親中派かで分裂、共産主義勢力の支配権を巡って争うようになった。
中ソ対立は毛沢東の文化大革命を引き起こすきっかけとなったと考えられており、彼はソ連的な考え方を中国国内から排除しようとした。毛沢東は、核戦争が起こっても人類は滅亡せず、帝国主義の灰の中から新たな共産主義世界が生まれると主張していた。このような中国の態度は、核兵器に伴う甚大な被害をより現実的に考えていたモスクワを悩ませた。このとき、両国を分断する3つの大きな問題が突如として浮上した。台湾、インド、そして中国の「大躍進」である。
ソ連は、台湾は完全な中国の領土であるとする中国の立場を支持したが、侵略やアメリカの介入を招くような深刻な脅威があれば、それを回避するよう求めた。中国はこれを拒否し、1958年8月には金門島に砲撃して緊張を高めた。また、ソ連は、軍事産業の主要な顧客となっていたインドを同盟国として開拓していた。しかし、中国はインド北部、特にチベットへの脅威を強めていた。中国は、国境沿いの紛争地帯にアクセスできる軍事的重要性の高い道路を建設していた。この対立においてソ連は完全なインド支持で、中国は裏切りとして反発した。
イデオロギーの面では、ソ連の経済発展を否定した大躍進政策で大きく対立した。ソ連は、中国に新技術を含む高度な技術を提供すべく多額の資金提供をしていたため、原始的な手法も辞さない政策に憤慨した。モスクワは、技術者の投入や、経済的・軍事的支援を打ち切った。フルシチョフは、共産主義者の前や国際的な場面において、より礼を欠き過激な態度で毛沢東を批判するようになった。中国側は、自分たちこそが偉大なレーニン主義の伝統を受け継ぐ真の継承者であると主張した。フルシチョフは、共産党の主要会議において、毛沢東を極左主義者として個人的に攻撃し、危険なエゴイズムをスターリンに重ねた。この対立はもはや収拾がつかなくなり、世界各国の81に及ぶ共産党でも分裂を巻き起こした。1963年7月には、中国西部の新疆から5万人の難民が迫害を逃れてソ連領に入ったことをきっかけに話し合いがもたれたが、ここで中国は、1962年のキューバ危機におけるソ連の無能ぶりを「冒険主義で始まり、敗北主義で負けた」と揶揄した。ソ連はその後、アメリカやイギリスとの友好関係回復や実験禁止条約の締結に力を注ぐようになった。
中国は、社会帝国主義を標榜するソ連を、資本主義国の代表格であるアメリカをもしのぐ最大の脅威と考えるようになった。その結果、ピンポン外交、パンダ外交、1972年のニクソン大統領訪中など、中国とアメリカの間で交渉が行われるようになった。

### 中国の1965年危機
中国の思惑とは裏腹に、アメリカとソ連の対立は深まる一方で、特に1965年、アメリカが南ベトナム防衛のため、大規模な兵力投入を開始すると、より深刻になった。さらにアメリカは、中国をソ連以上の敵としてみなすようになった。中国の活発な動きに呼応して、非同盟国であったインドとユーゴスラビアは、ソ連に接近した。中国が支持する指導者の多くは、1965年に失脚するか、勢力を弱めている。アルジェリアのベン・ベラは失脚し、ソ連は北アフリカと中東で影響力を持つようになった。サハラ以南のアフリカで最も著名な指導者であったクワメ・エンクルマは、1966年の初め、中国を訪問中に退位させられ、新たな指導者はガーナを西側へと移行させた。毛沢東は、アジア・アフリカ会議のような会合を開いて威信を回復しようと試みたが、成功しなかった。さらに、1965年10月には、中国にとって最も痛手となる事件が起きる。インドネシア軍がスカルノ大統領と決裂し、中国寄りだったインドネシア共産党（PKI）を組織的に壊滅させたのである。軍と現地のイスラム系グループは、数十万人のPKI支持者を殺害し、多くの中国人をインドネシアから追放した。スカルノは大統領の座にとどまったものの、権力は反共産主義であるスハルトに移った。

## 東南アジア

### ベトナム

#### アイゼンハワーとベトナム
第二次世界大戦が終わると、共産主義組織、ベトミンが、フランス植民地であったベトナム国に対して反乱を起こした。トルーマン政権とアイゼンハワー政権は、NATOの同盟関係を強化し、ベトナムの共産主義化を防ぐため、ベトナムでの軍事活動に資金提供を行った。1954年、ディエンビエンフーの戦いでフランス軍は中国国境近くまで追いやられた。アイゼンハワーはアメリカの軍事介入を断り、フランス軍は降伏に至った。反植民地主義的な新ピエール・マンデス＝フランス政権がジュネーヴ会議で共産主義指導者と会談し、ソ連はベトミンにベトナム分割を受け入れるよう説得した。ベトナムは、共産主義でホー・チ・ミン指導下の北ベトナムと、資本主義でゴ・ディン・ジエム指揮するカトリック連合支配の南ベトナムに分割された。
1954年4月5日、アイゼンハワーは、以降アメリカの戦略の定番となるドミノ理論を主張する。すなわち、インドシナを失うと、ドミノ倒しのごとくタイ、マラヤ、インドネシア、日本、台湾、フィリピンも危険にさらされると説いたのである。これを防ぐため、アメリカのほか、オーストラリア、フランス、ニュージーランド、パキスタン、フィリピン、タイ、イギリス、アメリカからなる東南アジア条約機構（SEATO）が設立され、東南アジアへの共産主義の波及を防ぐ防衛同盟として機能した。深刻な共産主義の脅威に直面していなかった南ベトナム、ラオス、カンボジアは加盟していない。歴史家のデヴィッド・L・アンダーソンは次のように語る。

アイゼンハワー政権は、撤退にも戦闘にも備えつつ、国家建設に乗り出した。アメリカの強力な軍事・経済援助により、ジエムは南部に一定の秩序をもたらし、軍を再編成し、政府計画もいくつか開始することができた。ワシントンはジエムを「軌跡の男」と名づけた。（1960年までアイゼンハワーは）ジエムが自国をうまく統治し、それによって共産主義の拡大に抗う最前線の戦いを、アメリカにとって相対的に小さなコストで乗り切れると考えたのである。

#### ケネディとベトナム
1956年、当時上院議員であったジョン・F・ケネディは、米国のベトナム関与拡大を公然と提唱した。アイゼンハワーは1960年、東南アジアの対共産主義政策は、ラオスを優先すべきであると進言した。しかし、ケネディは、1951年に記者として訪れていた南ベトナムに重点を置き、5月にはリンドン・ジョンソンを派遣して、ジエムに「共産主義者に対抗できる戦闘部隊の構築を支援する」と述べた。しかし、この準備ができるまでは、アメリカの戦闘部隊が前線に立つ必要に迫られた。
ベトコンが活発化するにつれ、ケネディは軍事顧問と特殊部隊の数を、1960年の1,000人以下から1963年後半には16,000人まで増やした。彼らは南ベトナム軍に訓練やアドバイスをすることはあっても、この時点で実際に戦うことはなかった。1965年3月、ジョンソン大統領は最初の戦闘部隊を南ベトナムに派遣し、米国の関与を拡大させた。米軍は1965年には184,000人に達し、ピーク時の1968年には、ベトナム国外に待機させていた空軍を除いても536,000人にまで膨れ上がった。
イギリスは、マラヤ連邦において共産主義者の反乱を制圧した実績をもとに、戦略村政策を提案し、これは1962年に開始された。この政策は、南ベトナムの農村を強制的に移転され、農民を共産主義者の反乱から隔離された新たな共同体へ隔離するというものであった。この新たなコミュニティは、農民の安全を確保し、中央政府との結びつきを強くすることが期待されたが、失敗し、1964年に終了した。

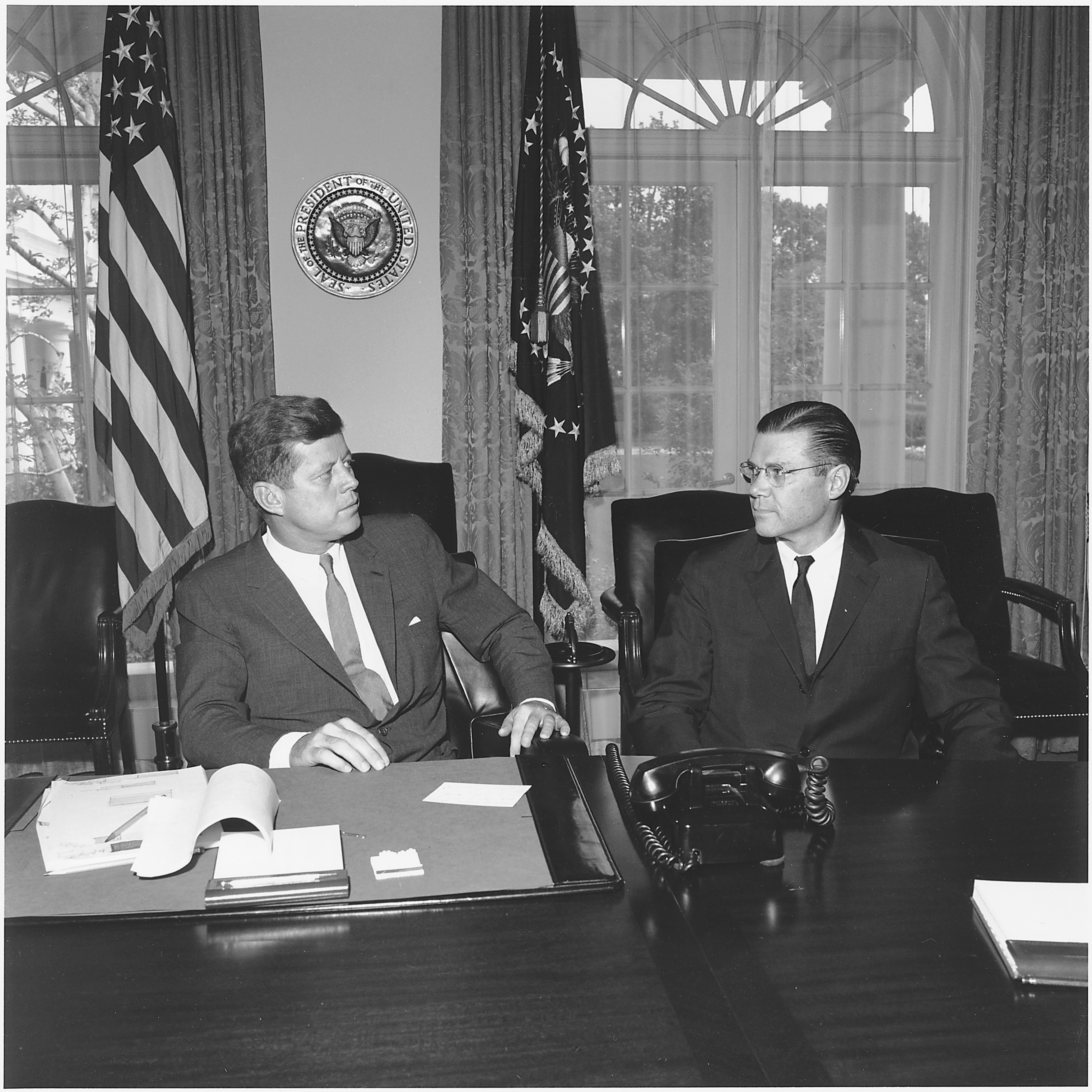
ケネディとロバート・マクナマラの会談（1962年）

1963年、ジエムとその弟のゴ・ディン・ヌーが、新たに訓練された軍隊によって仏教徒のデモを鎮圧したため、アメリカは不満を募らせた。ケネディは、何が起こっているのかを把握するため、ロバート・マクナマラ国防長官とマクスウェル・D・テイラー将軍をマクナマラ・テイラー作戦で送り込んだ。ジエムはデモを無視し続けた結果、軍によって政権の座から降ろされ、殺害された。米国はこのクーデターの関与を否定し、ジエムが殺害されたことに哀悼の意を示したが、クーデター後の政権は承認した。クーデターはジエムの抱えていた問題を解決することとなり、新政府は当初から、ワシントンに好意的に受け止められた。ケネディは同年11月、暗殺されるが、もしこれが未遂に終わり、1954年の選挙でも再選を果たしていたら、ベトナム戦争の行方が変わっていたかについては、歴史家のなかでも意見がわかれている。
新たに就任したリンドン・ジョンソン大統領は、ケネディが決定していた1,000人の部隊撤退を撤回し、南ベトナム政府への援助政策を再び拡大した。

#### ジョンソンとベトナム
1963年11月から1965年7月にかけて、リンドン・B・ジョンソン大統領は、広く協議した後、地上の戦闘に加え、大規模な空戦へと米軍の関与をエスカレートさせた。ケネディ大統領は、ソ連、キューバ、ベルリン、南米の外交政策に重きを置いており、ベトナムはもちろん、中国やアジア諸国を重大な課題としていなかった。それとは対照的に、ジョンソン政権はベトナム戦争に大きな関心を抱き、本来重点を置いていた国内問題からも遠ざかってしまった。ベトナム戦争には、彼が提唱していた社会福祉政策「グレート・ソサエティ」の資金が流用され、戦争が注目されればされるほど、このような国内政策の資金が不足することになるため、ジョンソンはこの戦争を嫌った。彼は、朝鮮戦争によって権威が失墜したトルーマンを鮮明に記憶しており、共産主義の拡大抑制の長年の公約を見捨てれば、民主党の人気が急落することを恐れた。その一方で、エスカレートする戦争には楽観的な見方をしており、アメリカ国民の関心を遠ざけようとした。事態が悪化していることに気づいた高官らは、戦争をそれほど重大ではなく、米国の完全な統制下にあるように見せかけた。そのため、帰還兵のためのパレードは行われず、ワシントンが勝利を呼びかけるようなこともしなかった。ジョンソンは、陸軍予備軍や州兵の招集を拒否し、これは軍隊の弱体化につながった。その代わりに、徴兵制が頼りにされ、教育や就業が免除されることから、貧しい白人や黒人に広く浸透した。彼らは、自分たちが戦争で戦わなければならないことに、強い不満を持つようになった。このような背景から、アメリカ国民は当初ベトナムに対してほとんど関心を示さなかった。しかし、1968年初頭にベトコンが大規模なテト攻勢を開始すると、この攻勢自体は失敗に終わったにもかかわらず、その事態がアメリカ国民に衝撃を与え、自分たちが大きな戦争に深く関わっていることを、突然に認識するようになった。反戦運動が大学で盛んに行われるなか、2カ所で抗議中の学生が射殺される事件が発生し、大きな批判を呼び起こした。1968年の大統領再任選挙でジョンソンと争うことになるヒューバート・H・ハンフリーやロバート・ケネディなど有力な民主党議員は戦争に抗議する一方、ジョンソンの支持率は低下し、彼は出馬を辞退した。

#### ニクソン、フォードとベトナム
ニクソンは、他の大統領以上に、外交問題と国内問題を統合し、有権者の多数派を獲得することを目指した。当時、特にエリート層は、人種問題、性に関する世代間の対立などに加え、ベトナム戦争を巡っても大きな分裂を巻き起こしていた。彼は外交政策として、ソ連と中国が激しく対立しているのを利用し、両者にアメリカの機嫌をとらせようと考えた。アメリカにとって、両国に北ベトナムを放棄してもらうことが必要であったが、両国ともこれに従った。その結果、ニクソンには新戦略「ベトナム化政策」の道が開けたのである。それは、自国の領土を防衛できる南ベトナム軍の創設・強化を行った上で、アメリカ軍がベトナムを撤退するとともに「名誉ある平和」がもたらされるというシナリオであった。
1968年の就任当時、ニクソンはベトナムとの関わりを慎重に避けた（ヒューバート・H・ハンフリーは、ニクソンが自身の計画を「秘密」にしていると述べ、その沈黙を嘲笑した）。アメリカは、共産主義を世界的に封じ込めるという時代遅れの政策に固執し続けたため、ベトナムに参戦することになったのである。ニクソンがベトナム戦争の解決策として考えたのは「ベトナム化政策」であった。すなわち、戦争を南ベトナムに引き渡した上で、1971年までにすべての米軍地上部隊を撤退させる計画であった。余裕のある計画に戦争を長引かせているとの批判もあったが、これは、ソ連、中国、南ベトナムの暗黙の了承が得られる速度に調整されていた。結果、この方針は功を奏し、戦争は南ベトナムに委ねられるとともに、自国は自分たちで防衛すべきだというニクソン・ドクトリンが唱えられた。一方、国内の反戦勢力は、ウエザーマンのように暴力、麻薬、過激主義に転じ、激しい反感を買った。1972年2月、ニクソンが北京で毛沢東を訪問し、ゲリラ戦は事実上終結、ベトコンは敗北した。しかし、北ベトナムは同盟国の忠告を無視し、1972年の復活祭の日に従来の戦力を投入して、再び南部に侵攻した。南側は反撃し、アメリカの強力な航空支援のもと、撃退に成功した。ヘンリー・キッシンジャーの発言の通り、和平会議はいつでも行える状態になったが、南側としてはその前に将来にわたってアメリカの支援が保証されていることを確認したかった。この保証を得られたのが、1972年12月、ハノイと周辺港を空爆したラインバッカーII作戦である。ニクソンは、「名誉ある平和」を達成すると、直ちに米空軍・海軍の全戦闘部隊を撤退させ、徴兵制を廃止した。一方、議会に支援を打ち切るべきとの声が高まるなかでも、南ベトナムへの大量の最新兵器の提供は維持された。
ソ連と中国は、北ベトナムに対する軍事、経済、外交の支援を大幅に削減した。北ベトナムは外部からの支援を急速に失い、アメリカの空爆が増加したことも影響して、ついに終戦を決意した。これにより、ニクソンも平和の達成を発表することができた。毛沢東の不安定な外交政策に長年苦しめられてきた中国は、強力な支持者を失っており、ニクソンとの協定締結を切望していた。ヘンリー・キッシンジャーは、パキスタンを仲介に、条件交渉のため密かに訪中した。さらに、ニクソン自身も毛沢東との協定を締結するため訪中するという、20世紀で最も劇的な展開に至ったのである。ソ連は、この急激な方針転換に驚き、これまで膠着状態となっていた、核戦争のリスクを減らすためにニクソンが提案した条約を呑まざるを得なかった。
ニクソンとその最高顧問キッシンジャーによる緻密な作戦の結果、1973年のベトナムは、米軍の全面撤退、南ベトナム軍の増強、中国とソ連の2大公園国を失った北ベトナムの弱体化という展開になった。ニクソンは南ベトナムに資金面と軍事面での強力な支援を約束した。しかし、1974年にウォーターゲート事件が起こり、ニクソンが国内の権威を失墜させると、議会は南ベトナムへの支援を打ち切った。1974年8月、ニクソンの後任として、共和党のジェラルド・R・フォードが大統領に就任したが、カリフォルニアのロナルド・レーガンら共和党保守派が、中国やソ連とのデタントというニクソン式の政策を続けていることを批判するなど、外交面では非常に弱い立場にあった。南ベトナムは米国から見捨てられたと感じて勢力を失い、1975年春に北ベトナムの侵攻が始まると早々と陥落した。このベトナムの勝利は中国の意に反し、両国は対立した。

### カンボジア: クメール共和国 (1970年–1975年) とクメール・ルージュ (1975年–1978年)
ベトナム化政策の一環として、1970年、アメリカはカンボジアに親米政権を樹立させた。これは、北ベトナムが南ベトナムのゲリラ勢力に対して、秘密裏に行っていた補給のルート（ホーチミン・ルート）を断つ目的もあった。これを受け、北ベトナムはカンボジアの国境地域に侵攻した。アメリカ軍は北ベトナムを追い返すため参戦し、補給ルートに対して大規模な空爆作戦を展開する。しかし、アメリカは南ベトナムから撤退すると、カンボジアからも撤退し、1975年の短期間のうちに、南ベトナムとカンボジアという2つの親米勢力が倒れることとなる。同年、カンボジアは極端な共産主義を唱えるクメール・ルージュに占領され、カンボジアでは人口の4分の1にあたる約200万人の民間人が殺害された。ベトナムはソ連からの支援を受ける一方、クメール・ルージュは中国共産党の後ろ盾があった。しかし、1979年にクメール・ルージュ政権は崩壊し、ベトナムが傀儡政権を樹立させた。

### マラヤ連邦

#### マラヤ危機 (1948年–1960年)
マラヤ危機（1948年 - 1960年）は、マラヤ連邦（現在のマレーシア）において、マラヤ共産党（MCP）の武装組織、マレー民族解放軍（MNLA）の共産主義独立派戦闘員が、イギリスやイギリス連邦軍と戦ったゲリラ戦である。戦闘員は中国系の共産主義者が多く、独立と社会主義経済の確立を目指した。一方、イギリスは共産主義の拡大を防ぎ、自国の経済的、地政学的利益を守る必要があった。戦闘は、イギリス植民地時代に始まったが、1957年にマラヤ連邦が独立してからも続いた。イギリスの司令官、ジェラルド・テンプラーは、イギリスは伝統的な手法では勝利できないと主張し、安心感、社会改革、経済的安定を提供することで国民の支持を得たうえで、英国への協力が得られるよう図った。軍事的には、小規模な対ゲリラ作戦に焦点をあて、ゲリラの補給路や退路を断つことで、最終的にはイギリスの勝利となった。

#### 共産主義者の反乱 (1968年–1989年)
共産主義者の反乱は、マラヤ共産党（MCP）とマレーシア連邦治安部隊との間で行われたゲリラ戦である。
1960年のマラヤ危機終了後、中国系を中心とするマレー民族解放軍は、マレーシアとタイの国境に退却し、将来のマレーシア政府に対する攻撃を見据え、再編成と訓練を行っていた。1968年6月、大規模な戦闘が勃発し、これによりマレーシア半島部においてマレー系と中国系の民族間で緊張が高まった。これは、ベトナム戦争による地域的な軍事的緊張も重なった。
マラヤ共産党は、中国から限定的ながらも支援を受けていたが、1974年6月、マレーシアと中国との間に国交が樹立すると、この支援は打ち切られた。1970年、MCPは分裂し、マラヤ・マルクス・レーニン主義共産党（CPM–ML）と革命派（CPM–RF）の2つの分派が誕生した。MCPは、マレー系国民も取り込もうと宣伝を続けたが、実際に中心となっていたのは中国系であった。
1989年12月2日、MCPが政府との和平協定に調印し、反乱は終わりを迎えた。これは、1989年に次々と共産主義政権が崩壊した東欧革命と重なるマレー半島だけでなく、ボルネオ島のサラワク州で続いていた反乱も鎮圧された。

### インドネシア
1960年代初頭、毛沢東は、インドネシアのスカルノと同盟を結んだ。毛沢東は、クレムリンと競合する第三世界の国々を味方に付けることを目指していた。東南アジアでは、ジャワ島に200万人の中国系住人がいるという民族的結びつきが功を奏した。一方、ソ連は、軍用機、小型軍艦、先進的な武器を大量に供給することで、ライバル・中国に対抗した。
インドネシアは、「コンフロンタシ」において、新興国マレーシアを脅かすほどになった。スカルノは、マレーシアがインドネシアとの間に領土問題を抱えていたことから、マレーシアを攻撃することを決めた。彼はシンガポールとの貿易停止、ボルネオ島マレーシア領（サバ、サラワク）へのゲリラ派遣、マラッカ海峡での警備隊襲撃など、小規模な軍事行動を何度も繰り返した。1957年、英領マラヤ防衛協定で、イギリスはマラヤ連邦の安全を保障した。スカルノに対しては、オーストラリア、ニュージーランドとともに、歩兵だけでなく、海軍、空軍の部隊も派遣した。
ディパ・ヌサンタラ・アイディットの指導の下、インドネシア共産党（PKI）は、中国、ソ連に次ぐ世界第3位の規模の共産党へと成長した。当時、インドネシアでは最大の政党であったが、イスラム保守派や軍隊の反発が強まるにつれて、スカルノは徐々に人気を失った。1965年9月30日、軍のクーデターが起こり、反共産党の将校6人が殺害された。しかし、スハルト将軍は即座に反共の大規模なカウンター・クーデターを起こし、スカルノを失脚させた後、アイディットら指導者を含む数十万人のPKI支持者を虐殺した（9月30日事件）。さらに、20万人に及ぶ中国人がインドネシアから亡命した。アメリカはこの事件に対し、直接介入はしなかった。
インドネシア新政権はマレーシアと和平を取り付けたが、拡大しすぎているとしてイギリスに対する反帝国主義的な立場は継続した。さらに、南ベトナムに代わってマレーシアの防衛を買って出て、アメリカをも遠ざけた。

### タイ
1954年、タイは東南アジア条約機構（SEATO）の加盟を果たし、冷戦下においてアメリカの積極的な同盟国となった。1962年、ラスク・タナト協定が結ばれ、アメリカはタイの防衛と軍資金を支援することを約束した。ベトナム戦争では、アメリカの空爆の8割がタイから行われた。1966年から1968年にかけて、タイに駐留していた25,000人のアメリカ兵が、週平均1,500回の出撃を行った。さらに、タイ人兵士11,000人が南ベトナムに、22,000人がラオスに派兵された。

## 南アジア

### インド
1970年代初頭まで、インドは冷戦において中立を保ち、非同盟国の主要国であった。しかし、1971年、対立するパキスタンがアメリカや中国と同盟を結んだため、インドはソ連と印ソ平和友好協力条約で、緩い同盟関係を締結した。1974年には初の核実験を行い。核保有国に加わった。インドは中国と領土問題を抱えており、1962年には中印国境紛争に発展した。また、パキスタンとは、1947年、1965年、1971年、1999年と4度にわたって戦火を交えた。
1920年代後半から、独立者の指導者のなかでも世界情勢に関心を抱いてきたジャワハルラール・ネルーは、国民会議派として国際問題に取り組んだ。1947年から1964年にかけて、ネルーは首相、外務大臣として、インドの対外関係を担った。インドの国際的な影響力は時代と共に塩化している。1950年代には、非同盟国のリーダーとして、威信と道徳的権威を確立した。しかし、冷戦が進展すると次第にソ連との関係を深め、その地位を失った。

#### ポルトガル領ゴアの奪還
インドは長年にわたり、西海岸の植民地ゴアの返還をポルトガルに要求してきた。返還を拒むポルトガルは、NATOとアメリカから本格的な外交支援を得ようとしたが失敗した。ネルーは自身の平和主義を徹底するため、ポルトガルの植民地管理の失敗を指摘し、最後の帝国主義国家としてポルトガルを批判した。また、1955年のアジア・アフリカ会議において、非同盟国の前で植民地主義を糾弾した。
1961年12月、ネルーは4万5千人の軍隊を送り込み、3,500人の守備隊に対して、ほとんど犠牲者を出すことなくゴアを併合した。1962年初め、国連でこの併合問題が議論されたが、米国大使のアドレー・スティーブンソンは、インドの武力行使を強く批判し、このような暴力的手段は国連憲章に反すると強調した。また、このような武力行使を容認することは、他の国家にも同様の紛争解決を促すことになり、国連をなきものにしてしまうと述べた。これに対し、ソ連大使のワレリアン・ゾリンは、ゴア問題は完全にインドの国内問題であり、安保理で審議することはできないと主張した。また、ポルトガルが植民地やその民族に独立を促す国連決議を無視していることも指摘した。最終的に、ソ連の拒否権によって国連は行動を起こさなかったが、ソ連圏とアラブ諸国を除いて、インドを支持したのは数カ国にとどまった。

#### インドとソ連
スターリンはインドの独立運動から階級闘争が拡大することを期待したが、その代わりにイギリス式の社会主義とともにブルジョアナショナリズムが台頭した。1953年のスターリン死去後、ソ連の指導者たちは、アメリカの影響力を最小化するため、ネルーのようなブルジョワナショナリストとも協力するようになった。インドとソ連は、強力な戦略、軍事、経済、外交の関係を構築した。1960年以降、両国は中国とその同盟国であるパキスタンと敵対している。インドとの関係は、第三世界諸国との関係を緊密にしようとするソ連の試みのなかで最も成功したものである。ネルーは外交政策で優位に立ち、彼が1955年6月にソ連を訪問すると、ソ連の指導者、ニキータ・フルシチョフは同年秋にインドを訪問した。また、フルシチョフは、パキスタンが領有権を主張するカシミール地方に対してインドの主権を認めたほか、ポルトガルの領有するゴアに対してもインドの支持を表明した。
フルシチョフとインドの親密さは、ソ連が中国を苛立たせる材料の1つであった。1959年の衝突や、1962年10月の中印国境紛争では、ソ連は中立を宣言している。しかし、1960年までに、インドは中国を上回る軍事援助を受けるようになり、毛沢東の怒りを買った。1962年には、中国に対しては拒否していた、ジェット戦闘機、MiG-21の共同生産に向けたインドへの技術移転を、ソ連が同意した。
1965年から1966年にかけて、ソ連首相のアレクセイ・コスイギンは、インドとパキスタンの和平仲介に成功し、1965年から始まった第二次印パ戦争を終結させた。
1971年、インドの支援を受けた東パキスタンが、西パキスタンに反旗を翻し、バングラデシュ独立戦争が勃発した。インドは1971年8月の印ソ平和友好協力条約により、中国の介入に対する対抗を含む、ソ連の支援を取り付け、1971年12月に参戦した。その後、1971年の印パ戦争ではインドがパキスタンを破り、東パキスタンはバングラデシュとして独立を果たした。
1977年から1979年にかけてのジャナタ党政権では、インドは西側諸国との経済・軍事関係を強化する方向に向かったが、ソ連との関係はそれほど悪化しなかった。しかし、インドが欧米諸国との経済・軍事関係を強化しようとするのに対し、ソ連は武器供給や経済援助を行い、インドとの関係を多様化させようとした。1980年初頭、インディラ・ガンディーが政権に復帰し、再びソ連と密接な関係を築いた。ソ連がアフガニスタンを侵攻した際も、第三世界の国々がソ連を批判するなか、インドはこれに加わらなかった。
1984年にインディラ・ガンディー首相が暗殺されると、息子のラジーヴ・ガンディー首相が後を継ぎ、ソ連との密接な関係を維持した。新首相は、1985年5月に初の外遊先としてソ連を選び、ソ連と2つの長期経済協定を締結するなど、インド外交におけるソ連との関係の重要性を改めて示した。ソ連のアフガニスタン侵攻については、公の場で批判することを避けた。ミハイル・ゴルバチョフがソ連の指導者になった際、1986年末に初めて第三世界の外遊先に選んだのもインドであった。レオニード・ブレジネフのインド重視姿勢をゴルバチョフが継承した背景には、中国の封じ込めとしてインドを利用しようとするソ連の方針が継続されていることを意味した。1980年代後半には中ソ関係が改善され、中国封じ込めの重要性は下がったが、ゴルバチョフは新しい第三世界との関係を築くべく、インドとの関係を密接なものとし続けた。

### ビルマ / ミャンマー
1948年、緊張状態のなか、ビルマはイギリスから独立した。ビルマは冷戦への関与を避け、非同盟運動にも積極的に参加した。共産党は何度も反乱を企てたが、失敗している。1962年、陸軍が政権を握った。ビルマに対してソ連は大きな介入を行わず、米英とも距離を置いていた。
中国とは国境線を争っており、1980年代後半まで、両国の関係は基本的に悪かった。1950年代、ビルマは国連安全保障理事会において中国の常任理事国入りを働きかけたが、1950年のチベット侵攻は批判している。ビルマと中国の間で国境紛争が最後に起こったのは1956年で、中国がビルマ北部に侵攻したが、追い返されている。1960年代には、ビルマの中国人コミュニティで学生らを中心に毛沢東主義が台頭したが、同時に反中暴動も起こった。1980年代後半からは、中国はビルマ市場への参入と諜報活動を認める代わりに、軍事政権に多くの武器を供給するようになり、関係が深まった。中国は、ミャンマーの少数民族に対する政策、特に1970年代以降のロヒンギャ族への攻撃に関しては、非難を拒んでいる。

### パキスタン
1947年の独立以降、パキスタンの外交政策は、アフガニスタンやインドなど近隣諸国と軍事的、思想的に密接な関係を築いていたソ連と対立することが多かった。1947年から1991年にかけて、パキスタンはインドと3度にわたってカシミール紛争で戦火を交えたが、ソ連はインドへの支援を継続している。
パキスタンは独立間もない1950年代、西側諸国と初めて同盟関係を結んだ。朝鮮戦争やスエズ危機には、西側同盟国として参戦した。また、1954年にはSEATOに、1955年にはCENTOにそれぞれ加盟した。1960年代、パキスタンはアメリカとの連携を密にし、経済的、軍事的支援を受けた。パキスタンはソ連に近く、中国と国境を接する戦略的に重要な位置にあり、アメリカも重視していた。
1970年代初頭、パキスタンはインドと戦争し、ソ連はインドを支援した。一方、パキスタンに対するアメリカの軍事・外交援助は限定的で、その後の10年間は両国関係が微妙なものとなった。インドとの戦争が長引いた結果、パキスタンは東パキスタンのみを継承し、SEATO加盟国としての優位性を失った。ソ連の影響力が強まる中、冷戦期間中は、パキスタンは中国と密接な安全保障関係を築いた。アメリカとは、行きつ戻りつの関係であったが、1972年のニクソン大統領による訪中は歓迎した。
パキスタンと米国の関係は、レベルは違えど友好的に推移し、冷戦時代の対立では一貫して米国側に立っていた。冷戦時代、パキスタンはソ連と中国に接し、米国の拠点としては好立地であった。しかし、中央アジアではソ連と協力する場面もみられ、ソ連が崩壊すると、アメリカとの良好な関係は崩れていった。

### スリランカ
セイロンは当初、イギリスとの関係が良好で、1947年にはイギリスから友好的な独立を果たした。英国海軍は重要な海軍基地を持ち、対英貿易が経済の中心であった。しかし、ソロモン・バンダラナイケ首相（1956年-1959年）の時代になると、セイロンは親英路線から離れ、イギリス軍の基地も閉鎖した。シリマヴォ・バンダラナイケ首相（1960年-1965年）のもとでは非同盟運動が目立つようになる。シンハラ仏教ナショナリズムの台頭により、セイロンからスリランカへ国名を変更し、イギリス志向のエリートの影響力は低下、少数民族のタミル人は弾圧の対称となった。さらには、スリランカ内戦が勃発し、2009年まで続いた。これにはインドが調停を申し出、タミル人の武装組織、タミル・イーラム解放のトラ（LTTE）の無力化のため、4万5千人の軍隊を派遣した。1970年以降は、中国が経済・軍事援助を行い、ゴムを輸入した。中国の目的は、南アジアにおけるインドやソ連の影響力の増大を防ぐことであった。

## 中東

### アフガニスタン

#### ソ連
アフガニスタン紛争（1978年-1992年）は、ソ連とアフガニスタンの同盟国が、アメリカ、パキスタン、サウジアラビアなど外部からの支援を受けた反政府・反共産勢力、ムジャーヒディーンと対立した内戦である。この戦争は、冷戦のデタント（緊張緩和）を終結させた。1989年、ソ連は撤退し、後ろ盾を失った共産主義政権も1992年に幕を閉じた。
1979年、それまで中立の立場で冷戦には関与しなかったアフガニスタンにソ連が軍隊を派遣したことは、国際社会を驚かせた。国連総会は、賛成104票、反対18票、棄権18票で、「目下の武力介入を強く非難」し、「外国部隊の全面撤退」を要求する決議を出した。アフガニスタンでは、西側との距離が近づきつつあった前政権に代わり、共産主義のアフガニスタン人民民主党（PDPA）が誕生した。アフガニスタン危機は、1978年4月、このサウル革命と呼ばれる共産主義者のクーデターに端を発する。彼らは、近代化を望まず、隣国イランのようにシャーを指導者とするイスラム原理主義を志向するアフガニスタンに対して、逆行する科学的社会主義を取り入れようとしたのである。また、共産主義者の間にも、ハルク派とパルチャム派の間で激しく分裂し、ソ連は対応に苦慮した。ソ連の意向に反し、革命指導者はパルチャム派の指導者を組織的に処刑し、多くの民族対立を生んで内戦へと引きずりこんだ。アフガニスタンは60年前から中立の立場をとっており、冷戦にも加わらなかった。しかし、国内では、パキスタンやイラン、そして中国やアメリカにも支援を受けているといわれるイスラム原理主義者が権力を握ろうとしていた。これに対し、カブールの共産主義政権は、民衆の支持を得られず、10万人規模の軍隊もほとんど崩壊状態で無力であった。ゆえに、パルチャム派や原理主義者ムジャーヒディーン、反宗教的で男女格差の撤廃をすすめる政権に反対する勢力に対抗できるのは、ソ連軍だけだったのである。
クレムリンは、当初アフガニスタン情勢に危機感を抱かず、敵対勢力に関しての基本的理解もなされなかった。また、レーニン主義の原則に則れば、アフガニスタンはそもそも革命の下地が整っていなかったのである。加えて、ここでソ連が介入すると、アメリカや西欧とのデタントが崩壊する危険性があった。一方、アフガニスタン人民民主党内ではソ連の利益に反する派閥が台頭し、独立心の強い共産主義国家がソ連の南隣で成立することで、将来的にソ連のイスラム圏内で問題を引き起こしかねないという不安が高まった。そのためソ連は、最初から軍隊の派遣はせず、大砲、装甲兵員輸送車、機関銃4万8千丁など軍事装備や、小麦10万トンなどの支援を強化する方策をとった。
ソ連がアフガニスタン指導者として最初に関係を築いたのはヌール・ムハンマド・タラキーであったが、彼は1979年9月に殺害され、ハルク派のハフィーズッラー・アミーンが代わって指導者となった。アミーンは忠実な共産主義者を自称し、ソ連の軍事介入の強化を懇願したが、ソ連側はアミーンが中国やアメリカの側に鞍替えする可能性があると判断した。そこで、まず彼の排除が決定された。ソ連は、アミーンにソ連軍の派遣を正式に要請させ、1979年12月に進駐すると、即座にアミーンを暗殺、PDPA穏健派のパルチャム派指導者であったバブラク・カールマルをソ連の傀儡政権に立てた。この介入は、アミーンの暗殺に失敗していた秘密警察・KGBや、イスラム系勢力の反乱を懸念した赤軍が主体であったと考えられる。

#### 各国の反応
ソ連侵攻前の1979年7月、ジミー・カーター大統領はCIAに対し、パキスタン経由で資金や非軍事物資を送ることで、ムジャーヒディーンの反乱勢力を支援することを認めた。同年12月、ソ連がアフガニスタンに侵攻すると、カーター大統領はデタントが崩壊するきっかけを作ったソ連に愛想をつかし、ソ連の勢力拡大を警戒、兵器削減の交渉を打ち切るとともに、ソ連に穀物禁輸をかけ、1980年モスクワオリンピックをボイコット、議会からはほぼ満場一致の支持を得てCIAを送り込み、反政府武装勢力に対して武器、軍事訓練、資金の提供を行った。アメリカは、イギリス、パキスタン、サウジアラビアから強い支持を受けていた。これらの国々は、ソ連の侵攻が、石油資源の豊富なペルシャ湾に向けた南下作戦の第一歩となることを恐れていたのである。カーターは、この立場を「カーター・ドクトリン」として発展させ、湾岸諸国防衛の意思を表明した。一方、現在の歴史家らは、ソ連が大規模な軍事侵攻を計画していたわけではなく、ソ連の勢力低下や、敵対的なイスラム政権が誕生することによってソ連南部のイスラム圏の情勢が不安定になることを懸念したことによる行動であると分析している。ソ連は、モスクワオリンピックによって、各国に自国の国際社会の一員としての立場を表明できると考えていたが、結果的に西側諸国にボイコットされ、再び孤立を深めることになる。

##### アメリカの圧力
1979年、ソ連がアフガニスタンに侵攻すると、カーター大統領はデタントを打ち切り、反対勢力への武器供与を開始するなど外交攻勢に転じた。1981年、ロナルド・レーガンが大統領に就任すると、ニカラグア、カンボジア、アンゴラ、アフガニスタンで反政府勢力を支援する封じ込め作戦を展開した。特に1984年以降、アメリカはソ連を消耗させること、すなわち、ベトナムにソ連軍の体力を消耗させることに注力した。1986年、ソ連の国防副大臣は、政治局に次のような説明をした。

我々はカブールと地方の主要都市を支配している。しかし、占領地でも権威を確立するまでには至っていない。我々はアフガン人のための戦いに負けたのだ。
1985年、ソ連の指導者となったミハイル・ゴルバチョフは、共産主義勢力を維持するために多大な消耗を強いていることに気づいた。特に、アメリカは軍事費を意図的にエスカレートさせ、スター・ウォーズ計画を展開しており、ソ連は石油輸出収入の激減によりひどい経済低迷に陥っていた。この間、ソ連軍のアフガニスタン駐留も長期化し、財政・政治問題が悪化した。1986年、ゴルバチョフはカールマルに代わり、秘密警察（KHAD）長官およびパルチャム派の指導者であったムハンマド・ナジーブッラーを任命した。しかし、状況は悪化し、彼はアフガニスタンへの介入が負け戦であることを悟った。さらに、ソ連内部の問題に焦点をあてる必要が生じ、ゴルバチョフは1987年にアフガニスタンにおける攻撃を停止、1989年2月には軍隊の撤退を完了させた。

#### アメリカ
1980年代におけるソ連との対立から、2001年から2021年にかけての対ターリバーン戦略の失敗に至るまで、歴史家らはアメリカによるアフガニスタンへの介入を幅広く公表している。

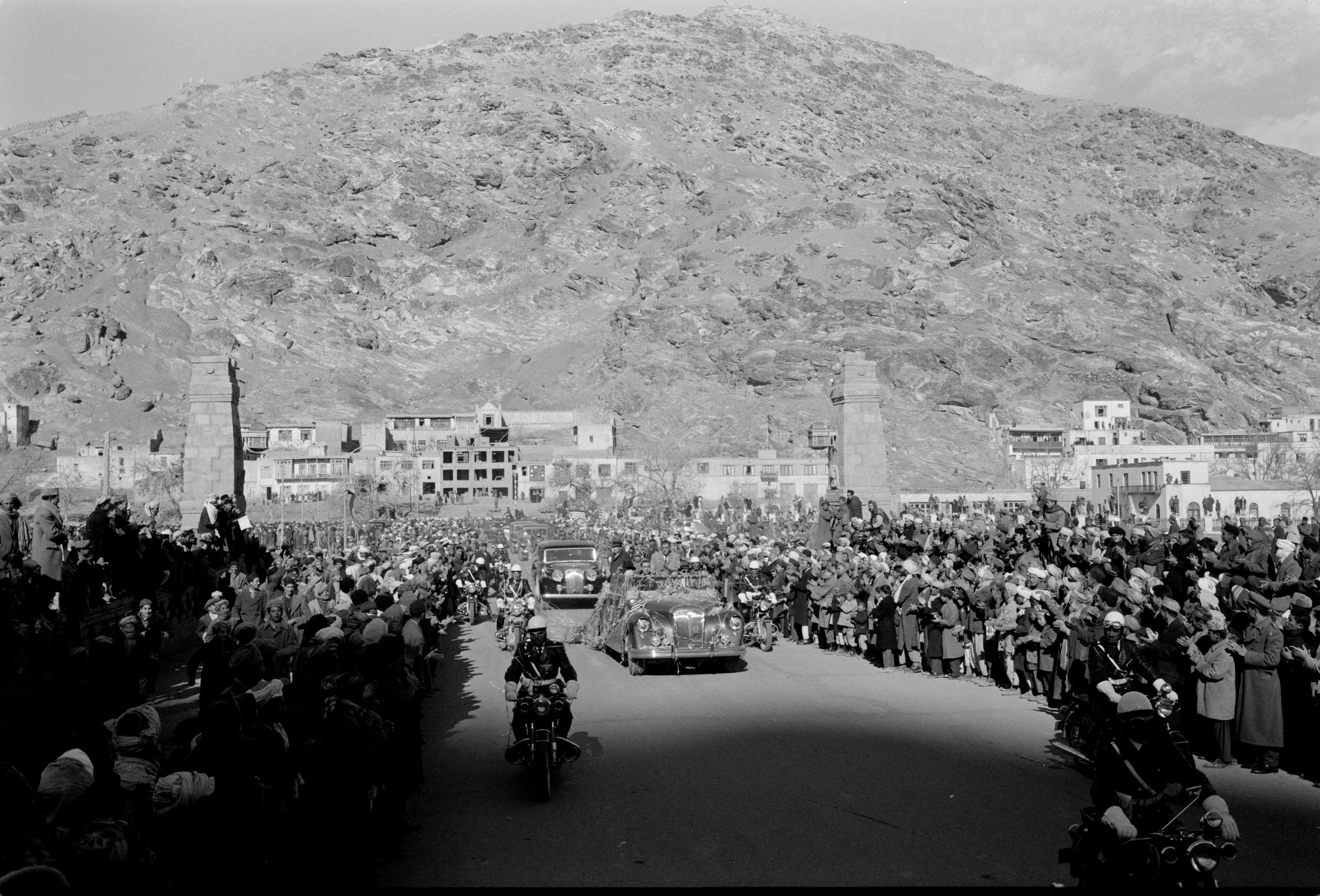
1959年12月9日、アイゼンハワー大統領はアフガニスタンを訪問した

アイゼンハワーは、アフガニスタンの国防協力要請を断ったものの、道路、ダム、発電所などインフラの整備に焦点をあてた経済援助プログラムの延長には同意した。その後、援助はインフラ整備から技術支援へと変遷し、近代経済の確立に必要な技術の育成を支援するようになった。1950年代には、共産主義への対抗を意識して、アメリカとアフガニスタンとの交流が活発化した。1959年12月には、アイゼンハワー大統領が公式にアフガニスタンを訪問し、アメリカはアフガニスタンがソ連の衛星国になることはないと確信を抱くようになった。1950年代から1979年にかけて、アメリカのアフガニスタンに対する援助は5億ドル以上の融資、補助金、余剰農作物の提供に及び、輸送施設の開発、農業生産の増加、教育システムの拡大、産業の活性化、政府行政の改善などにも取り組んだ。1960年代、ソ連はアメリカがアフガニスタンを衛星国家にしようとしていることを察知していた。1965年、アフガニスタンではソ連の影響下にある共産党、アフガニスタン人民民主党（PDPA）が設立された。一方、1970年代までには、多くのアメリカ人教師、技術者、医師、学者、外交官、探検家がアフガニスタンの険しい国土に行き渡り、そこで生活や仕事をするようになった。また、平和部隊が1962年から1979年までの間、アフガニスタンで活動した。加えて、国際ケア機構、アフガニスタンスカウト協会、アメリカ合衆国国際開発庁など、多くのアメリカによるプログラムが実施されている。

#### 左翼政府、ソ連侵攻と内戦
1978年4月、サウル革命後、アフガニスタンと米国の関係は悪化した。民主共和国政権は公式には非同盟の立場を維持し、1978年6月にはアメリカとの国交を築いたが、時が経つにつれ、アフガニスタンとソ連の関係が深まることが懸念されるようになった。サイラス・ヴァンス国務長官は当時、「新しい指導者の民族主義と共産主義の混在を考慮し、政権が望む以上にソ連との密接な関係に追い込まれないよう注意を払わなければならない」と述べている。新たに着任したアメリカのアドルフ・スパイク・ダブス大使は、1978年8月に訪れた政府関係者に対し、より積極的にアメリカがプローチすることでソ連の影響力を弱めることができると述べ、アフガニスタンは依然として親ソ連の傾向にあるが、「軍事的にも、その他の側面においてもソ連の衛星国になることはないだろう」と付け加えた。さらに彼は、ハフィーズッラー・アミーンが「チトーやチャウシェスクほどの共産主義者にはなれない」と考えていた。
1979年2月、アフガニスタンの治安部隊がダブス大使を融解した上で殺害し、アメリカとの関係が悪化した。その後、アメリカは援助を縮小し、小規模な軍事訓練プログラムも打ち切った。同時に、アフガニスタンの内情悪化に鑑み、ソ連に介入しないよう警告した。アミーンが書記長に就任すると、彼はアメリカとの友好関係を望むと公言した。しかし、内乱が拡大し治安が悪化したことを理由に、アメリカ当局は1979年7月23日、在アフガニスタン・アメリカ人を避難させることを決定した。
ソ連のアフガン侵攻は、カーター大統領が「平和への明らかな脅威」と呼ぶなど、アメリカが大きな関心を寄せた。ソ連侵攻後、アメリカはソ連を撤退させるため様々な外交努力を行った。また、アメリカによるパキスタンの難民プログラムへの援助は、アフガニスタン難民の支援に大きな役割を果たした。さらに、アフガニスタン国内の住民支援にも力を注いだ。国境を越えた人道的支援は、アフガニスタンの自給自足を高め、反政府勢力が支配する地方から市民を追い出そうとするソ連の動きに対抗することを目的としていた。ソ連のアフガニスタン占領時代、アメリカはデュアランド・ラインのパキスタン側に駐留するムジャーヒディーンに対し、約30億ドルの軍事・経済援助を行った。カブールの米国大使館は、1989年1月、安全上の理由から閉鎖された。
1992年4月、旧ソ連の支援を受けた政権が崩壊し、アメリカは新たに誕生したイスラム政権を歓迎した。政権争いに勝利したムジャーヒディーンは、新たな内戦に突入するが、アメリカの関心はアフガニスタンから遠ざかっていった。

#### ターリバーンの政権獲得
1996年、ターリバーンは、アフガニスタン内戦（1992年-1996年）で勝利を収めた。しかし、アメリカをはじめ世界中のほとんどの国が、ターリバーンによって形成された急進的なイスラム主義政府「アフガニスタン・イスラム首長国」の承認を拒否した。一方で、北部同盟を正式な政府として支持した。ワシントンとタリバンは非公式には接触をしていたが、ウサーマ・ビン・ラーディンがアメリカへの宣戦布告を唱えた「ファトワー」を発し、1998年にアメリカ大使館爆破事件が起こると関係が悪化した。米国によるインフィニットリーチ作戦が行われると、ムハンマド・オマルはアメリカ国務省に電話をかけ、ビル・クリントン大統領の辞任を要求した。アメリカは、ターリバーンがビン・ラーディンを追放しない限り、援助や国家承認を行わないことを表明したが、オマルは「聖域の提供」を定めるパシュトゥーンワーリーに反するとしてこれを拒否した。アメリカとNATO同盟国は、20年に及ぶ戦争をアフガニスタンで展開した後、2021年夏にターリバーンが再び国政を握った。反ターリバーンの立場であった12万人を超える人々が避難を余儀なくされ、数千人が危険な状態に置かれている。

### 戦争関連
- Arms, Thomas S. ed. Encyclopedia of the Cold War (1994) online
- Davis, Simon, and Joseph Smith. The A to Z of the Cold War (Scarecrow, 2005), encyclopedia focused on military aspects
- Haruki, Wada. The Korean War: An International History (2014) excerpt
- House, Jonathan. A Military History of the Cold War, 1944–1962 (2012), emphasis on small wars
- Kislenko, Arne. "The Vietnam War, Thailand, and the United States" in Richard Jensen et al. eds. Trans-Pacific Relations: America, Europe, and Asia in the Twentieth Century (Praeger, 2003) pp 217–245.
- Lawrence, Mark Atwood, and Fredrik Logevall, eds. The First Vietnam War: Colonial Conflict and Cold War Crisis (2007)
- Li, Xiaobing. China at War: An Encyclopedia (ABC-CLIO, 2012). excerpt
- McMahon, Robert J. Major problems in the history of the Vietnam War: documents and essays (2nd ed 1995) online
- Miller, David. The Cold War: A Military History (Macmillan, 2015). excerpt; NATO and Warsaw war plans; little action
- Olson, James Stuart, ed. The Vietnam War: Handbook of the literature and research (Greenwood, 1993) excerpt; historiography
- Roberts, Priscilla. Behind the Bamboo Curtain: China, Vietnam, and the Cold War (2006)
- Smith, R.B.  An International History of the Vietnam War (2 vol 1985)
- Zhai, Qiang. China and the Vietnam Wars, 1950-1975 (2000)

### 一次資料
- Buhide, Russell, ed. The dynamics of world power: a documentary history of United States foreign policy, 1945-1973. V. 4: The Far East (Chelsea House, 1973), 859pp; also published as two-volume paperback. vol 2 online
- Judge, Edward H. and John W. Langdon, eds. The Cold War through Global Documents (3rd ed. 2018), includes primary sources.
- Lawrence, Mark Atwood, ed. The Vietnam War: An International History in Documents (2014)